# Ophionereis diabloensis
Ophionereis diabloensis är en ormstjärneart som beskrevs av Hendler 2002. Ophionereis diabloensis ingår i släktet Ophionereis och familjen Ophionereididae. Inga underarter finns listade i Catalogue of Life.